# Grand Prix-wegrace van België
De Grand Prix van België voor motorfietsen was een wegrace die van 1921 tot 1990 62 keer werd georganiseerd. Van 1949 tot 1990 telden de wedstrijden mee voor het wereldkampioenschap wegrace.

## Geschiedenis
In België bloeide de motorsport al vóór de Eerste Wereldoorlog, maar een overkoepelende motorsportbond was er in het begin nog niet. Hoewel de Belgische Wielrijdersbond pogingen deed om de motorsport onder haar hoede te brengen (veel motorcoureurs waren voormalige wielrenners), bleven lokale en regionale clubs verantwoordelijk voor de organisatie van wedstrijden. Door minder weerstand van overheden kon men in België ook gemakkelijker dan in Nederland wedstrijden organiseren en dankzij de sterke motorindustrie en de medewerking van de autoriteiten kon men al in 1921 belangrijke internationale wedstrijden organiseren. De Grand Prix van België werd toen nog op een 14,863 km lang stratencircuit gehouden, dat globaal langs Francorchamps, Malmedy en Stavelot liep. De Grand Prix won snel aan belang en in 1923 namen al grote coureurs als Wal Handley en Freddie Dixon deel. 

### Europees kampioenschap wegrace
In 1924 stelde de Fédération Internationale des Clubs Motocyclistes (FICM) het Europees kampioenschap wegrace in. In de eerste jaren werd deze eendagswedstrijd beslist in de Grand Prix des Nations in Monza, maar in 1926 en 1930 werd het kampioenschap in België georganiseerd. In 1926 was er meteen Belgisch succes toen René Milhoux met een Belgische Ready de 175cc-klasse won. In 1938 en 1939 hoorde de Belgische Grand Prix ook bij het Europees kampioenschap wegrace, maar dat was toen geen eendagswedstrijd meer.

### Wereldkampioenschap wegrace
Na de Tweede Wereldoorlog moest men nog enkele jaren wachten alvorens er weer geracet kon worden. Er was gebrek aan goede, klopvaste benzine en rubber voor de banden. In 1947 werd er weer een Belgische Grand Prix georganiseerd en toen de FIM in 1949 het wereldkampioenschap instelde werd de Grand Prix in dat wereldkampioenschap opgenomen. In 1979 kwam het tot een rijdersstaking. Men reed toen voor het eerst op het kortere circuit, maar het nieuw gelegde asfalt was erg glad. In 1980 werd de Grand Prix van België verplaatst naar Zolder. In 1987 vond de Grand Prix van België niet plaats omdat de door de FIM geëiste veiligheidsmaatregelen niet voldoende waren uitgevoerd. Het was het enige jaar sinds 1947 dat er geen Belgische Grand Prix was. In 1990 vond de Grand Prix voor het laatst plaats.
De enige Vlaming die ooit een of meerdere Grands Prix won, Julien Van Zeebroeck won in 1975 in de 50cc-klasse. Didier de Radiguès won in 1983 de 250cc-klasse, als tweede Belg ooit die zijn thuis-Grand Prix won.

## Resultaten van de Grote Prijs van België

### Van 1921 tot 1939
(gekleurde achtergrond = wedstrijden in het kader van het Europees kampioenschap wegrace)
| Editie | Jaar | Circuit           | Klasse | Winnaar                              |
| ------ | ---- | ----------------- | ------ | ------------------------------------ |
| 1      | 1921 | Spa-Francorchamps | 350 cc | René Kieken (Gillet)                 |
| 1      | 1921 | Spa-Francorchamps | 500 cc | Hubert Hassall (Norton)              |
|        |      |                   |        |                                      |
| 2      | 1922 | Spa-Francorchamps | 250 cc | Geoff Davison (Levis)                |
| 2      | 1922 | Spa-Francorchamps | 350 cc | E. Remington (Rush-Blackburne)       |
| 2      | 1922 | Spa-Francorchamps | 500 cc | Gaston Antoine (Triumph)             |
|        |      |                   |        |                                      |
| 3      | 1923 | Spa-Francorchamps | 250 cc | Wal Handley (Rex-ACME)               |
| 3      | 1923 | Spa-Francorchamps | 350 cc | Jean Huynen (FN)                     |
| 3      | 1923 | Spa-Francorchamps | 500 cc | Freddie Dixon (Indian)               |
|        |      |                   |        |                                      |
| 4      | 1924 | Spa-Francorchamps | 175 cc | Geoff Davison (Levis)                |
| 4      | 1924 | Spa-Francorchamps | 250 cc | Bert Taylor (PA-Blackburne)          |
| 4      | 1924 | Spa-Francorchamps | 350 cc | Paddy Johnston (PA-Blackburne)       |
| 4      | 1924 | Spa-Francorchamps | 500 cc | Alec Bennett (Norton)                |
|        |      |                   |        |                                      |
| 5      | 1925 | Spa-Francorchamps | 175 cc | Norbert Vanneste (Ready-Blackburne)  |
| 5      | 1925 | Spa-Francorchamps | 250 cc | Jock Porter (New Gerrard-Blackburne) |
| 5      | 1925 | Spa-Francorchamps | 350 cc | Wal Handley (Rex-ACME)               |
| 5      | 1925 | Spa-Francorchamps | 500 cc | Alec Bennett (Norton)                |
|        |      |                   |        |                                      |
| 6      | 1926 | Spa-Francorchamps | 175 cc | René Milhoux (Ready-Blackburne)      |
| 6      | 1926 | Spa-Francorchamps | 250 cc | Jock Porter (New Gerrard-Blackburne) |
| 6      | 1926 | Spa-Francorchamps | 350 cc | Frank Longman (AJS)                  |
| 6      | 1926 | Spa-Francorchamps | 500 cc | Jimmie Simpson (AJS)                 |
|        |      |                   |        |                                      |
| 7      | 1927 | Spa-Francorchamps | 175 cc | Arthur Geiss (DKW)                   |
| 7      | 1927 | Spa-Francorchamps | 250 cc | Syd Crabtree (Crabtree-JAP)          |
| 7      | 1927 | Spa-Francorchamps | 350 cc | Jimmie Simpson (AJS)                 |
| 7      | 1927 | Spa-Francorchamps | 500 cc | Stanley Woods (Norton)               |
|        |      |                   |        |                                      |
| 8      | 1928 | Spa-Francorchamps | 175 cc | Arthur Geiss (DKW)                   |
| 8      | 1928 | Spa-Francorchamps | 250 cc | Syd Crabtree (Excelsior)             |
| 8      | 1928 | Spa-Francorchamps | 350 cc | J. Treborg (La Mondiale-Blackburne)  |
| 8      | 1928 | Spa-Francorchamps | 500 cc | Charlie Dodson (Sunbeam)             |
|        |      |                   |        |                                      |
| 9      | 1929 | Spa-Francorchamps | 175 cc | Bert Kershaw (James)                 |
| 9      | 1929 | Spa-Francorchamps | 250 cc | Jock Porter (New Gerrard-Blackburne) |
| 9      | 1929 | Spa-Francorchamps | 350 cc | Wal Handley (Motosacoche)            |
| 9      | 1929 | Spa-Francorchamps | 500 cc | Charlie Dodson (Sunbeam)             |
|        |      |                   |        |                                      |
| 10     | 1930 | Spa-Francorchamps | 175 cc | Yvan Goor (DKW)                      |
| 10     | 1930 | Spa-Francorchamps | 250 cc | Syd Crabtree (Excelsior)             |
| 10     | 1930 | Spa-Francorchamps | 350 cc | Ernie Nott (Rudge)                   |
| 10     | 1930 | Spa-Francorchamps | 500 cc | Henry Tyrell-Smith (Rudge)           |
|        |      |                   |        |                                      |
| 11     | 1931 | Spa-Francorchamps | 175 cc | Eric Fernihough (Excelsior)          |
| 11     | 1931 | Spa-Francorchamps | 250 cc | Ted Mellors (New Imperial)           |
| 11     | 1931 | Spa-Francorchamps | 350 cc | Jimmie Guthrie (Norton)              |
| 11     | 1931 | Spa-Francorchamps | 500 cc | Stanley Woods (Norton)               |
|        |      |                   |        |                                      |
| 12     | 1932 | Spa-Francorchamps | 175 cc | Eric Fernihough (Excelsior)          |
| 12     | 1932 | Spa-Francorchamps | 250 cc | Ted Mellors (New Imperial)           |
| 12     | 1932 | Spa-Francorchamps | 350 cc | Jimmie Simpson (Norton)              |
| 12     | 1932 | Spa-Francorchamps | 500 cc | Stanley Woods (Norton)               |
|        |      |                   |        |                                      |
| 13     | 1933 | Spa-Francorchamps | 175 cc | Yvan Goor (Benelli)                  |
| 13     | 1933 | Spa-Francorchamps | 250 cc | Wal Handley (Moto Guzzi)             |
| 13     | 1933 | Spa-Francorchamps | 350 cc | Jimmie Guthrie (Norton)              |
| 13     | 1933 | Spa-Francorchamps | 500 cc | Percy "Tim" Hunt (Norton)            |
|        |      |                   |        |                                      |
| 14     | 1934 | Spa-Francorchamps | 175 cc | Yvan Goor (Benelli)                  |
| 14     | 1934 | Spa-Francorchamps | 250 cc | Henry Tyrell-Smith (Rudge)           |
| 14     | 1934 | Spa-Francorchamps | 350 cc | Jimmie Simpson (Norton)              |
| 14     | 1934 | Spa-Francorchamps | 500 cc | Wal Handley (Norton)                 |
|        |      |                   |        |                                      |
| 15     | 1935 | Spa-Francorchamps | 175 cc | Maurice van Geert (Rush-Python)      |
| 15     | 1935 | Spa-Francorchamps | 250 cc | Arthur Geiss (DKW)                   |
| 15     | 1935 | Spa-Francorchamps | 350 cc | John White (Norton)                  |
| 15     | 1935 | Spa-Francorchamps | 500 cc | Jimmie Guthrie (Norton)              |
|        |      |                   |        |                                      |
| 16     | 1936 | Floreffe          | 175 cc | Jean Térigi (MM)                     |
| 16     | 1936 | Floreffe          | 250 cc | Arthur Geiss (DKW)                   |
| 16     | 1936 | Floreffe          | 350 cc | Ted Mellors (Velocette)              |
| 16     | 1936 | Floreffe          | 500 cc | Jimmie Guthrie (Norton)              |
|        |      |                   |        |                                      |
| 17     | 1937 | Spa-Francorchamps | 175 cc | Bernhard Petruschke (DKW)            |
| 17     | 1937 | Spa-Francorchamps | 250 cc | Walfried Winkler (DKW)               |
| 17     | 1937 | Spa-Francorchamps | 350 cc | John White (Norton)                  |
| 17     | 1937 | Spa-Francorchamps | 500 cc | Jimmie Guthrie (Norton)              |
|        |      |                   |        |                                      |
| 18     | 1938 | Spa-Francorchamps | 175 cc | Léon Neumann (DKW)                   |
| 18     | 1938 | Spa-Francorchamps | 250 cc | Ewald Kluge (DKW)                    |
| 18     | 1938 | Spa-Francorchamps | 350 cc | John White (Norton)                  |
| 18     | 1938 | Spa-Francorchamps | 500 cc | Georg Meier (BMW)                    |
|        |      |                   |        |                                      |
| 19     | 1939 | Spa-Francorchamps | 250 cc | Ewald Kluge (DKW)                    |
| 19     | 1939 | Spa-Francorchamps | 350 cc | Ted Mellors (Velocette)              |
| 19     | 1939 | Spa-Francorchamps | 500 cc | Georg Meier (BMW)                    |

### Van 1947 tot 1972
("gekleurde achtergrond = geen race in het kader van het wereldkampioenschap wegrace)
| Editie | Jaar | Circuit           | Klasse        | 1e                                        | 2e                                          | 3e                                        | Snelste ronde                                       |
| ------ | ---- | ----------------- | ------------- | ----------------------------------------- | ------------------------------------------- | ----------------------------------------- | --------------------------------------------------- |
| 20     | 1947 | Spa-Francorchamps | 250 cc        | Bruno Francisci (Moto Guzzi)              | Onbekend                                    | Onbekend                                  | Onbekend                                            |
| 20     | 1947 | Spa-Francorchamps | 350 cc        | Ken Bills (Norton)                        | Onbekend                                    | Onbekend                                  | Onbekend                                            |
| 20     | 1947 | Spa-Francorchamps | 500 cc        | HAROld Daniell (Norton)                   | Onbekend                                    | Onbekend                                  | Onbekend                                            |
| 20     | 1947 | Spa-Francorchamps | Zijspanklasse | Frans Vanderschrick/ Louis Siva (Norton)  | Onbekend                                    | Onbekend                                  | Onbekend                                            |
|        |      |                   |               |                                           |                                             |                                           |                                                     |
| 21     | 1948 | Spa-Francorchamps | 350 cc        | Bob Foster (Velocette)                    | Onbekend                                    | Onbekend                                  | Onbekend                                            |
| 21     | 1948 | Spa-Francorchamps | 500 cc        | Johnny Lockett (Norton)                   | Onbekend                                    | Onbekend                                  | Onbekend                                            |
| 21     | 1948 | Spa-Francorchamps | Zijspanklasse | Frans Vanderschrick/ Louis Siva (Norton)  | Onbekend                                    | Onbekend                                  | Onbekend                                            |
|        |      |                   |               |                                           |                                             |                                           |                                                     |
| 22     | 1949 | Spa-Francorchamps | 350 cc        | Freddie Frith (Velocette)                 | Bob Foster (Velocette)                      | Johnny Lockett (Norton)                   | Freddie Frith (Velocette) en Bob Foster (Velocette) |
| 22     | 1949 | Spa-Francorchamps | 500 cc        | Bill Doran (AJS)                          | Arciso Artesiani (Gilera)                   | Enrico Lorenzetti (Moto Guzzi)            | Arciso Artesiani (Gilera)                           |
| 22     | 1949 | Spa-Francorchamps | Zijspanklasse | Eric Oliver/ Denis Jenkinson (Norton)     | Ercole Frigerio/ Lorenzo Dobelli (Gilera)   | Hans Haldemann/ Herbert Läderach (Norton) | Eric Oliver/ Denis Jenkinson (Norton)               |
|        |      |                   |               |                                           |                                             |                                           |                                                     |
| 23     | 1950 | Spa-Francorchamps | 350 cc        | Bob Foster (Velocette)                    | Artie Bell (Norton)                         | Geoff Duke (Norton)                       | Artie Bell (Norton)                                 |
| 23     | 1950 | Spa-Francorchamps | 500 cc        | Umberto Masetti (Gilera)                  | Nello Pagani (Gilera)                       | Ted Frend (AJS)                           | Geoff Duke (Norton)                                 |
| 23     | 1950 | Spa-Francorchamps | Zijspanklasse | Eric Oliver/ Lorenzo Dobelli (Norton)     | Ercole Frigerio/ Ezio Ricotti (Gilera)      | Hans Haldemann/ Josef Albisser (Norton)   | Eric Oliver/ Lorenzo Dobelli (Norton)               |
|        |      |                   |               |                                           |                                             |                                           |                                                     |
| 24     | 1951 | Spa-Francorchamps | 350 cc        | Geoff Duke (Norton)                       | Johnny Lockett (Norton)                     | Bill Lomas (Velocette)                    | Geoff Duke (Norton)                                 |
| 24     | 1951 | Spa-Francorchamps | 500 cc        | Geoff Duke (Norton)                       | Alfredo Milani (Gilera)                     | Sante Geminiani (Moto Guzzi)              | Geoff Duke (Norton)                                 |
| 24     | 1951 | Spa-Francorchamps | Zijspanklasse | Eric Oliver/ Lorenzo Dobelli (Norton)     | Ercole Frigerio/ Ezio Ricotti (Gilera)      | Pip Harris/ Neil Smith (Norton)           | Eric Oliver/ Lorenzo Dobelli (Norton)               |
|        |      |                   |               |                                           |                                             |                                           |                                                     |
| 25     | 1952 | Spa-Francorchamps | 350 cc        | Geoff Duke (Norton)                       | Ray Amm (Norton)                            | Reg Armstrong (Norton)                    | Geoff Duke (Norton)                                 |
| 25     | 1952 | Spa-Francorchamps | 500 cc        | Umberto Masetti (Gilera)                  | Geoff Duke (Norton)                         | Ray Amm (Norton)                          | Umberto Masetti (Gilera)                            |
| 25     | 1952 | Spa-Francorchamps | Zijspanklasse | Eric Oliver/ Stanley Price (Norton)       | Albino Milani/ Giuseppe Pizzocri (Gilera)   | Cyril Smith/ Bob Clements (Norton)        | Eric Oliver/ Stanley Price (Norton)                 |
|        |      |                   |               |                                           |                                             |                                           |                                                     |
| 26     | 1953 | Spa-Francorchamps | 350 cc        | Fergus Anderson (Moto Guzzi)              | Enrico Lorenzetti (Moto Guzzi)              | Ray Amm (Norton)                          | Ray Amm (Norton)                                    |
| 26     | 1953 | Spa-Francorchamps | 500 cc        | Alfredo Milani (Gilera)                   | Ray Amm (Norton)                            | Reg Armstrong (Gilera)                    | Geoff Duke (Gilera)                                 |
| 26     | 1953 | Spa-Francorchamps | Zijspanklasse | Eric Oliver/ Stanley Dibben (Norton)      | Cyril Smith/ Les Nutt (Norton)              | Ludwig Kraus/ Bernhard Huser (BMW)        | Eric Oliver/ Stanley Dibben (Norton)                |
|        |      |                   |               |                                           |                                             |                                           |                                                     |
| 27     | 1954 | Spa-Francorchamps | 350 cc        | Ken Kavanagh (Moto Guzzi)                 | Fergus Anderson (Moto Guzzi)                | Siegfried Wünsche (DKW)                   | Fergus Anderson (Moto Guzzi)                        |
| 27     | 1954 | Spa-Francorchamps | 500 cc        | Geoff Duke (Gilera)                       | Ken Kavanagh (Moto Guzzi)                   | Léon Martin (Gilera)                      | Geoff Duke (Gilera)                                 |
| 27     | 1954 | Spa-Francorchamps | Zijspanklasse | Eric Oliver/ Les Nutt (Norton)            | Wilhelm Noll/ Fritz Cron (BMW)              | Cyril Smith/ Stanley Dibben (Norton)      | Eric Oliver/ Les Nutt (Norton)                      |
|        |      |                   |               |                                           |                                             |                                           |                                                     |
| 28     | 1955 | Spa-Francorchamps | 350 cc        | Bill Lomas (Moto Guzzi)                   | August Hobl (DKW)                           | Keith Campbell (Norton)                   | Bill Lomas (Moto Guzzi)                             |
| 28     | 1955 | Spa-Francorchamps | 500 cc        | Giuseppe Colnago (Gilera)                 | Pierre Monneret (Gilera)                    | Léon Martin (Gilera)                      | Geoff Duke (Gilera)                                 |
| 28     | 1955 | Spa-Francorchamps | Zijspanklasse | Wilhelm Noll/ Fritz Cron (BMW)            | Willi Faust/ Karl Remmert (BMW)             | WalterSchneider/ Hans Strauß (BMW)        | Cyril Smith/ Stanley Dibben (Norton)                |
|        |      |                   |               |                                           |                                             |                                           |                                                     |
| 29     | 1956 | Spa-Francorchamps | 125 cc        | Carlo Ubbiali (MV Agusta)                 | Fortunato Libanori (MV Agusta)              | Pierre Monneret (Gilera)                  | Romolo Ferri (Gilera)                               |
| 29     | 1956 | Spa-Francorchamps | 250 cc        | Carlo Ubbiali (MV Agusta)                 | Luigi Taveri (MV Agusta)                    | Horst Kassner (NSU)                       | Enrico Lorenzetti (MV Agusta)                       |
| 29     | 1956 | Spa-Francorchamps | 350 cc        | John Surtees (MV Agusta)                  | August Hobl (DKW)                           | Cecil Sandford (DKW)                      | Bill Lomas (Moto Guzzi)                             |
| 29     | 1956 | Spa-Francorchamps | 500 cc        | John Surtees (MV Agusta)                  | Walter Zeller (BMW)                         | Pierre Monneret (Gilera)                  | Geoff Duke (Gilera)                                 |
| 29     | 1956 | Spa-Francorchamps | Zijspanklasse | Wilhelm Noll/ Fritz Cron (BMW)            | Pip Harris/ Ray Campbell (Norton)           | Bob Mitchell/ Eric Bliss (Norton)         | Cyril Smith/ Stanley Dibben (Norton)                |
|        |      |                   |               |                                           |                                             |                                           |                                                     |
| 30     | 1957 | Spa-Francorchamps | 125 cc        | Tarquinio Provini (Mondial)               | Luigi Taveri (MV Agusta)                    | Cecil Sandford (Mondial)                  | Tarquinio Provini (Mondial)                         |
| 30     | 1957 | Spa-Francorchamps | 250 cc        | John Hartle (MV Agusta)                   | Sammy Miller (Mondial)                      | Cecil Sandford (Mondial)                  | Tarquinio Provini (Mondial)                         |
| 30     | 1957 | Spa-Francorchamps | 350 cc        | Keith Campbell (Moto Guzzi)               | Libero Liberati (Gilera)                    | Keith Bryen (Moto Guzzi)                  | Libero Liberati (Gilera)                            |
| 30     | 1957 | Spa-Francorchamps | 500 cc        | Jack Brett (Norton)                       | Keith Bryen (Norton)                        | Derek Minter (Norton)                     | Keith Campbell (Moto Guzzi)                         |
| 30     | 1957 | Spa-Francorchamps | Zijspanklasse | WalterSchneider/ Hans Strauß (BMW)        | Florian Camathias/ Hilmar Cecco (BMW)       | Fritz Hillebrand/ Manfred Grunwald (BMW)  | Florian Camathias/ Hilmar Cecco (BMW)               |
|        |      |                   |               |                                           |                                             |                                           |                                                     |
| 31     | 1958 | Spa-Francorchamps | 125 cc        | Alberto Gandossi (Ducati)                 | Romolo Ferri (Ducati)                       | Tarquinio Provini (MV Agusta)             | Alberto Gandossi (Ducati)                           |
| 31     | 1958 | Spa-Francorchamps | 350 cc        | John Surtees (MV Agusta)                  | John Hartle (MV Agusta)                     | Keith Campbell (Norton)                   | John Surtees (MV Agusta)                            |
| 31     | 1958 | Spa-Francorchamps | 500 cc        | John Surtees (MV Agusta)                  | Keith Campbell (Norton)                     | John Hartle (MV Agusta)                   | John Surtees (MV Agusta)                            |
| 31     | 1958 | Spa-Francorchamps | Zijspanklasse | WalterSchneider/ Hans Strauß (BMW)        | Florian Camathias/ Hilmar Cecco (BMW)       | Helmut Fath/ Fritz Rudolf (BMW)           | WalterSchneider/ Hans Strauß (BMW)                  |
|        |      |                   |               |                                           |                                             |                                           |                                                     |
| 32     | 1959 | Spa-Francorchamps | 125 cc        | Carlo Ubbiali (MV Agusta)                 | Tarquinio Provini (MV Agusta)               | Luigi Taveri (Ducati)                     | Tarquinio Provini (MV Agusta)                       |
| 32     | 1959 | Spa-Francorchamps | 500 cc        | John Surtees (MV Agusta)                  | Gary Hocking (Norton)                       | Geoff Duke (Reynolds-Norton)              | John Surtees (MV Agusta)                            |
| 32     | 1959 | Spa-Francorchamps | Zijspanklasse | WalterSchneider/ Hans Strauß (BMW)        | Jo Rogliardo/ Marcel Godillot (BMW)         | Fritz Scheidegger/ Horst Burkhardt (BMW)  | Florian Camathias/ Hilmar Cecco (BMW)               |
|        |      |                   |               |                                           |                                             |                                           |                                                     |
| 33     | 1960 | Spa-Francorchamps | 125 cc        | Ernst Degner (MZ)                         | John Hempleman (MZ)                         | Carlo Ubbiali (MV Agusta)                 | John Hempleman (MZ) en Bruno Spaggiari (MV Agusta)  |
| 33     | 1960 | Spa-Francorchamps | 250 cc        | Carlo Ubbiali (MV Agusta)                 | Gary Hocking (MV Agusta)                    | Luigi Taveri (MV Agusta)                  | Carlo Ubbiali (MV Agusta)                           |
| 33     | 1960 | Spa-Francorchamps | 500 cc        | John Surtees (MV Agusta)                  | Remo Venturi (MV Agusta)                    | Bob Brown (Norton)                        | John Surtees (MV Agusta)                            |
| 33     | 1960 | Spa-Francorchamps | Zijspanklasse | Helmut Fath/ Alfred Wohlgemuth (BMW)      | Fritz Scheidegger/ Horst Burkhardt (BMW)    | Edgar Strub/ Hilmar Cecco (BMW)           | Florian Camathias/ Roland Föll (BMW)                |
|        |      |                   |               |                                           |                                             |                                           |                                                     |
| 34     | 1961 | Spa-Francorchamps | 125 cc        | Luigi Taveri (Honda)                      | Tom Phillis (Honda)                         | Jim Redman (Honda)                        | Tom Phillis (Honda)                                 |
| 34     | 1961 | Spa-Francorchamps | 250 cc        | Jim Redman (Honda)                        | Tom Phillis (Honda)                         | Mike Hailwood (Honda)                     | Jim Redman (Honda)                                  |
| 34     | 1961 | Spa-Francorchamps | 500 cc        | Gary Hocking (MV Agusta)                  | Mike Hailwood (Norton)                      | Bob McIntyre (Norton)                     | Gary Hocking (MV Agusta)                            |
| 34     | 1961 | Spa-Francorchamps | Zijspanklasse | Fritz Scheidegger/ Horst Burkhardt (BMW)  | Max Deubel/ Emil Hörner (BMW)               | Pip Harris/ Ray Campbell (BMW)            | Fritz Scheidegger/ Horst Burkhardt (BMW)            |
|        |      |                   |               |                                           |                                             |                                           |                                                     |
| 35     | 1962 | Spa-Francorchamps | 50 cc         | Ernst Degner (Suzuki)                     | Hans Georg Anscheidt (Kreidler)             | Luigi Taveri (Honda)                      | Ernst Degner (Suzuki)                               |
| 35     | 1962 | Spa-Francorchamps | 125 cc        | Luigi Taveri (Honda)                      | Jim Redman (Honda)                          | Paddy Driver (EMC)                        | Luigi Taveri (Honda)                                |
| 35     | 1962 | Spa-Francorchamps | 250 cc        | Bob McIntyre (Honda)                      | Jim Redman (Honda)                          | Luigi Taveri (Honda)                      | Bob McIntyre (Honda)                                |
| 35     | 1962 | Spa-Francorchamps | 500 cc        | Mike Hailwood (MV Agusta)                 | Alan Shepherd (Matchless)                   | Tony Godfrey (Norton)                     | Mike Hailwood (MV Agusta)                           |
| 35     | 1962 | Spa-Francorchamps | Zijspanklasse | Florian Camathias/ Harry Winter (BMW)     | Fritz Scheidegger/ John Robinson (BMW)      | Max Deubel/ Emil Hörner (BMW)             | Florian Camathias/ Harry Winter (BMW)               |
|        |      |                   |               |                                           |                                             |                                           |                                                     |
| 36     | 1963 | Spa-Francorchamps | 50 cc         | Isao Morishita (Suzuki)                   | Ernst Degner (Suzuki)                       | Hans Georg Anscheidt (Kreidler)           | Hans Georg Anscheidt (Kreidler)                     |
| 36     | 1963 | Spa-Francorchamps | 125 cc        | Bert Schneider (Suzuki)                   | Hugh Anderson (Suzuki)                      | Luigi Taveri (Honda)                      | Ernst Degner (Suzuki)                               |
| 36     | 1963 | Spa-Francorchamps | 250 cc        | Fumio Ito (Yamaha)                        | Yoshikazu Sunako (Yamaha)                   | Tarquinio Provini (Morini)                | Fumio Ito (Yamaha)                                  |
| 36     | 1963 | Spa-Francorchamps | 500 cc        | Mike Hailwood (MV Agusta)                 | Phil Read (Gilera)                          | Alan Shepherd (Matchless)                 | Mike Hailwood (MV Agusta)                           |
| 36     | 1963 | Spa-Francorchamps | Zijspanklasse | Fritz Scheidegger/ John Robinson (BMW)    | Max Deubel/ Emil Hörner (BMW)               | Georg Auerbacher/ Beno Heim (BMW)         | Florian Camathias/ Alfred Herzig (FCS)              |
|        |      |                   |               |                                           |                                             |                                           |                                                     |
| 37     | 1964 | Spa-Francorchamps | 50 cc         | Ralph Bryans (Honda)                      | Hans Georg Anscheidt (Kreidler)             | Hugh Anderson (Suzuki)                    | Ralph Bryans (Honda)                                |
| 37     | 1964 | Spa-Francorchamps | 250 cc        | Mike Duff (Yamaha)                        | Jim Redman (Honda)                          | Alan Shepherd (MZ)                        | Mike Duff (Yamaha)                                  |
| 37     | 1964 | Spa-Francorchamps | 500 cc        | Mike Hailwood (MV Agusta)                 | Phil Read (Matchless)                       | Paddy Driver (Matchless)                  | Mike Hailwood (MV Agusta)                           |
| 37     | 1964 | Spa-Francorchamps | Zijspanklasse | Max Deubel/ Emil Hörner (BMW)             | Fritz Scheidegger/ John Robinson (BMW)      | Georg Auerbacher/ Beno Heim (BMW)         | Florian Camathias/ Alfred Herzig (Gilera)           |
|        |      |                   |               |                                           |                                             |                                           |                                                     |
| 38     | 1965 | Spa-Francorchamps | 50 cc         | Ernst Degner (Suzuki)                     | Hugh Anderson (Suzuki)                      | Luigi Taveri (Honda)                      | Luigi Taveri (Honda)                                |
| 38     | 1965 | Spa-Francorchamps | 250 cc        | Jim Redman (Honda)                        | Phil Read (Yamaha)                          | Mike Duff (Yamaha)                        | Phil Read (Yamaha)                                  |
| 38     | 1965 | Spa-Francorchamps | 500 cc        | Mike Hailwood (MV Agusta)                 | Giacomo Agostini (MV Agusta)                | Derek Minter (Norton)                     | Mike Hailwood (MV Agusta)                           |
| 38     | 1965 | Spa-Francorchamps | Zijspanklasse | Fritz Scheidegger/ John Robinson (BMW)    | Max Deubel/ Emil Hörner (BMW)               | Pip Harris/ Ray Campbell (BMW)            | Fritz Scheidegger/ John Robinson (BMW)              |
|        |      |                   |               |                                           |                                             |                                           |                                                     |
| 39     | 1966 | Spa-Francorchamps | 250 cc        | Mike Hailwood (Honda)                     | Phil Read (Yamaha)                          | Jim Redman (Honda)                        | Phil Read (Yamaha)                                  |
| 39     | 1966 | Spa-Francorchamps | 500 cc        | Giacomo Agostini (MV Agusta)              | Stuart Graham (Matchless)                   | Jack Ahearn (Norton)                      | Mike Hailwood (Honda)                               |
| 39     | 1966 | Spa-Francorchamps | Zijspanklasse | Fritz Scheidegger/ John Robinson (BMW)    | Max Deubel/ Emil Hörner (BMW)               | Georg Auerbacher/ Wolfgang Kalauch (BMW)  | Georg Auerbacher/ Wolfgang Kalauch (BMW)            |
|        |      |                   |               |                                           |                                             |                                           |                                                     |
| 40     | 1967 | Spa-Francorchamps | 50 cc         | Hans Georg Anscheidt (Suzuki)             | Yoshimi Katayama (Suzuki)                   | Stuart Graham (Suzuki)                    | Yoshimi Katayama (Suzuki)                           |
| 40     | 1967 | Spa-Francorchamps | 250 cc        | Bill Ivy (Yamaha)                         | Mike Hailwood (Honda)                       | Ralph Bryans (Honda)                      | Phil Read (Yamaha)                                  |
| 40     | 1967 | Spa-Francorchamps | 500 cc        | Giacomo Agostini (MV Agusta)              | Mike Hailwood (Honda)                       | Fred Stevens (Paton)                      | Giacomo Agostini (MV Agusta)                        |
| 40     | 1967 | Spa-Francorchamps | Zijspanklasse | Klaus Enders/ Ralf Engelhardt(BMW)        | Georg Auerbacher/ Eduard Dein (BMW)         | Siegfried Schauzu/ Horst Schneider (BMW)  | Klaus Enders/ Ralf Engelhardt(BMW)                  |
|        |      |                   |               |                                           |                                             |                                           |                                                     |
| 41     | 1968 | Spa-Francorchamps | 50 cc         | Hans Georg Anscheidt (Suzuki)             | Paul Lodewijkx (Jamathi)                    | Ángel Nieto (Derbi)                       | Hans Georg Anscheidt (Suzuki)                       |
| 41     | 1968 | Spa-Francorchamps | 250 cc        | Phil Read (Yamaha)                        | Heinz Rosner (MZ)                           | Rodney Gould (Bultaco-Yamaha)             | Bill Ivy (Yamaha)                                   |
| 41     | 1968 | Spa-Francorchamps | 500 cc        | Giacomo Agostini (MV Agusta)              | Jack Findlay (McIntyre-Matchless)           | Derek Woodman (Seeley)                    | Giacomo Agostini (MV Agusta)                        |
| 41     | 1968 | Spa-Francorchamps | Zijspanklasse | Georg Auerbacher/ Hermann Hahn (BMW)      | Arsenius Butscher/ Josef Huber (BMW)        | Helmut Lünemann/ Neil Caddow (BMW)        | Helmut Fath/ Wolfgang Kalauch (URS)                 |
|        |      |                   |               |                                           |                                             |                                           |                                                     |
| 42     | 1969 | Spa-Francorchamps | 50 cc         | Barry Smith (Derbi)                       | Santiago Herrero (Derbi)                    | Aalt Toersen (Jamathi)                    | Barry Smith (Derbi)                                 |
| 42     | 1969 | Spa-Francorchamps | 125 cc        | Dave Simmonds (Kawasaki)                  | Dieter Braun (Suzuki)                       | Cees van Dongen (Suzuki)                  | Dieter Braun (Suzuki)                               |
| 42     | 1969 | Spa-Francorchamps | 250 cc        | Santiago Herrero (Ossa)                   | Rodney Gould (Yamaha)                       | Kel Carruthers (Benelli)                  | Kel Carruthers (Benelli)                            |
| 42     | 1969 | Spa-Francorchamps | 500 cc        | Giacomo Agostini (MV Agusta)              | Percy Tait (Triumph)                        | Alan Barnett (Métisse-Matchless)          | Giacomo Agostini (MV Agusta)                        |
| 42     | 1969 | Spa-Francorchamps | Zijspanklasse | Helmut Fath/ Wolfgang Kalauch (URS)       | Klaus Enders/ Ralf Engelhardt(BMW)          | Georg Auerbacher/ Hermann Hahn (BMW)      | Helmut Fath/ Wolfgang Kalauch (URS)                 |
|        |      |                   |               |                                           |                                             |                                           |                                                     |
| 43     | 1970 | Spa-Francorchamps | 50 cc         | Aalt Toersen (Jamathi)                    | Ángel Nieto (Derbi)                         | Jos Schurgers (Kreidler)                  | Aalt Toersen (Jamathi)                              |
| 43     | 1970 | Spa-Francorchamps | 125 cc        | Ángel Nieto (Derbi)                       | Dave Simmonds (Kawasaki)                    | Börje Jansson (Maico)                     | Ángel Nieto (Derbi)                                 |
| 43     | 1970 | Spa-Francorchamps | 250 cc        | Rodney Gould (Yamaha)                     | Kel Carruthers (Yamaha)                     | Börje Jansson (Yamaha)                    | Rodney Gould (Yamaha)                               |
| 43     | 1970 | Spa-Francorchamps | 500 cc        | Giacomo Agostini (MV Agusta)              | Christian Ravel (Seeley)                    | Tommy Robb (Kawasaki)                     | Giacomo Agostini (MV Agusta)                        |
| 43     | 1970 | Spa-Francorchamps | Zijspanklasse | Arsenius Butscher/ Josef Huber (BMW)      | Jean-Claude Castella/ Albert Castella (BMW) | Pip Harris/ Ray Lindsay (BMW)             | Klaus Enders/ Wolfgang Kalauch (BMW)                |
|        |      |                   |               |                                           |                                             |                                           |                                                     |
| 44     | 1971 | Spa-Francorchamps | 50 cc         | Jan de Vries (Kreidler)                   | Jos Schurgers (Kreidler)                    | Ángel Nieto (Derbi)                       | Jan de Vries (Kreidler)                             |
| 44     | 1971 | Spa-Francorchamps | 125 cc        | Barry Sheene (Suzuki)                     | Gert Bender (Maico)                         | Dieter Braun (Maico)                      | Barry Sheene (Suzuki)                               |
| 44     | 1971 | Spa-Francorchamps | 250 cc        | Silvio Grassetti (MZ)                     | John Dodds (Yamaha)                         | Dieter Braun (Yamaha)                     | Silvio Grassetti (MZ)                               |
| 44     | 1971 | Spa-Francorchamps | 500 cc        | Giacomo Agostini (MV Agusta)              | Eric Offenstadt (SMAC-Kawasaki)             | Jack Findlay (Jada-Suzuki)                | Giacomo Agostini (MV Agusta)                        |
| 44     | 1971 | Spa-Francorchamps | Zijspanklasse | Siegfried Schauzu/ Wolfgang Kalauch (BMW) | Horst Owesle/ Julius Kremer (Münch-URS)     | Georg Auerbacher/ Hermann Hahn (BMW)      | Siegfried Schauzu/ Wolfgang Kalauch (BMW)           |
|        |      |                   |               |                                           |                                             |                                           |                                                     |
| 45     | 1972 | Spa-Francorchamps | 50 cc         | Ángel Nieto (Derbi)                       | Jan de Vries (Kreidler)                     | Theo Timmer (Jamathi)                     | Ángel Nieto (Derbi)                                 |
| 45     | 1972 | Spa-Francorchamps | 125 cc        | Ángel Nieto (Derbi)                       | Chas Mortimer (Yamaha)                      | Kent Andersson (Yamaha)                   | Ángel Nieto (Derbi)                                 |
| 45     | 1972 | Spa-Francorchamps | 250 cc        | Jarno Saarinen (Yamaha)                   | Rodney Gould (Yamaha)                       | Phil Read (Yamaha)                        | Jarno Saarinen (Yamaha)                             |
| 45     | 1972 | Spa-Francorchamps | 500 cc        | Giacomo Agostini (MV Agusta)              | Alberto Pagani (MV Agusta)                  | Rodney Gould (Yamaha)                     | Giacomo Agostini (MV Agusta)                        |
| 45     | 1972 | Spa-Francorchamps | Zijspanklasse | Klaus Enders/ Ralf Engelhardt (Busch-BMW) | Heinz Luthringshauser/ Cusnik (BMW)         | Siegfried Schauzu/ Wolfgang Kalauch (BMW) | Klaus Enders/ Ralf Engelhardt (Busch-BMW)           |

### Van 1973 tot 1990
| Editie | Jaar | Circuit           | Klasse                   | 1e                                              | 2e                                                | 3e                                              | Poleposition                                       | Snelste ronde                                             |
| ------ | ---- | ----------------- | ------------------------ | ----------------------------------------------- | ------------------------------------------------- | ----------------------------------------------- | -------------------------------------------------- | --------------------------------------------------------- |
| 46     | 1973 | Spa-Francorchamps | 50 cc                    | Jan de Vries (Kreidler)                         | Bruno Kneubühler (Kreidler)                       | Theo Timmer (Jamathi)                           | Jan de Vries (Kreidler)                            | Jan de Vries (Kreidler)                                   |
| 46     | 1973 | Spa-Francorchamps | 125 cc                   | Jos Schurgers (Bridgestone)                     | Ángel Nieto (Morbidelli)                          | Chas Mortimer (Yamaha)                          | Ángel Nieto (Morbidelli)                           | Ángel Nieto (Morbidelli)                                  |
| 46     | 1973 | Spa-Francorchamps | 250 cc                   | Teuvo Länsivuori (Yamaha)                       | John Dodds (Yamaha)                               | Paolo Pileri (Yamaha)                           | Teuvo Länsivuori (Yamaha)                          | Teuvo Länsivuori (Yamaha)                                 |
| 46     | 1973 | Spa-Francorchamps | 500 cc                   | Giacomo Agostini (MV Agusta)                    | Phil Read (MV Agusta)                             | Jack Findlay (Suzuki)                           | Giacomo Agostini (MV Agusta)                       | Giacomo Agostini (MV Agusta)                              |
| 46     | 1973 | Spa-Francorchamps | Zijspanklasse            | Klaus Enders/ Ralf Engelhardt (Busch-BMW)       | Heinz Luthringshauser/ Hermann Hahn (BMW)         | Jeff Gawley/ Kenny Birch (König)                | Klaus Enders/ Ralf Engelhardt (Busch-BMW)          | Klaus Enders/ Ralf Engelhardt (Busch-BMW)                 |
|        |      |                   |                          |                                                 |                                                   |                                                 |                                                    |                                                           |
| 47     | 1974 | Spa-Francorchamps | 50 cc                    | Gerhard Thurow (Kreidler)                       | Henk van Kessel (Kreidler)                        | Rudolf Kunz (Kreidler)                          | Gerhard Thurow (Kreidler)                          | Henk van Kessel (Kreidler)                                |
| 47     | 1974 | Spa-Francorchamps | 125 cc                   | Ángel Nieto (Derbi)                             | Kent Andersson (Yamaha)                           | Bruno Kneubühler (Yamaha)                       | Ángel Nieto (Derbi)                                | Ángel Nieto (Derbi)                                       |
| 47     | 1974 | Spa-Francorchamps | 250 cc                   | Kent Andersson (Yamaha)                         | Dieter Braun (Yamaha)                             | Takazumi Katayama (Yamaha)                      | Takazumi Katayama (Yamaha)                         | Takazumi Katayama (Yamaha)                                |
| 47     | 1974 | Spa-Francorchamps | 500 cc                   | Phil Read (MV Agusta)                           | Giacomo Agostini (Yamaha)                         | Dieter Braun (Yamaha)                           | Phil Read (MV Agusta)                              | Phil Read (MV Agusta)                                     |
| 47     | 1974 | Spa-Francorchamps | Zijspanklasse            | Rolf Steinhausen/ Josef Huber (König)           | Klaus Enders/ Ralf Engelhardt (Busch Spezial)     | Werner Schwärzel/ Karl-Heinz Kleis (König)      | Werner Schwärzel/ Karl-Heinz Kleis (König)         | Klaus Enders/ Ralf Engelhardt (Busch Spezial)             |
|        |      |                   |                          |                                                 |                                                   |                                                 |                                                    |                                                           |
| 48     | 1975 | Spa-Francorchamps | 50 cc                    | Julien van Zeebroeck (Kreidler)                 | Ángel Nieto (Kreidler)                            | Eugenio Lazzarini (Piovaticci)                  | Eugenio Lazzarini (Piovaticci)                     | Julien van Zeebroeck (Kreidler)                           |
| 48     | 1975 | Spa-Francorchamps | 125 cc                   | Paolo Pileri (Morbidelli)                       | Pier Paolo Bianchi (Morbidelli)                   | Kent Andersson (Yamaha)                         | Paolo Pileri (Morbidelli)                          | Paolo Pileri (Morbidelli)                                 |
| 48     | 1975 | Spa-Francorchamps | 250 cc                   | Johnny Cecotto (Yamaha)                         | Michel Rougerie (Harley-Davidson)                 | Walter Villa (Harley-Davidson)                  | Walter Villa (Harley-Davidson)                     | Johnny Cecotto (Yamaha)                                   |
| 48     | 1975 | Spa-Francorchamps | 500 cc                   | Phil Read (MV Agusta)                           | John Newbold (Suzuki)                             | Jack Findlay (Yamaha)                           | Barry Sheene (Suzuki)                              | Barry Sheene (Suzuki)                                     |
| 48     | 1975 | Spa-Francorchamps | Zijspanklasse            | Rolf Steinhausen/ Josef Huber (Busch-König)     | Gustav Pape/ Franz Kallenberg (König)             | Mick Boddice/ Clive Pollington (König)          | Werner Schwärzel/ Andreas Huber (König)            | Werner Schwärzel/ Andreas Huber (König)                   |
|        |      |                   |                          |                                                 |                                                   |                                                 |                                                    |                                                           |
| 49     | 1976 | Spa-Francorchamps | 50 cc                    | Herbert Rittberger (Kreidler)                   | Ángel Nieto (Bultaco)                             | Ulrich Graf (Kreidler)                          | Ángel Nieto (Bultaco)                              | Herbert Rittberger (Kreidler)                             |
| 49     | 1976 | Spa-Francorchamps | 125 cc                   | Ángel Nieto (Bultaco)                           | Paolo Pileri (Morbidelli)                         | Eugenio Lazzarini (Morbidelli)                  | Ángel Nieto (Bultaco)                              | Pier Paolo Bianchi (Morbidelli)                           |
| 49     | 1976 | Spa-Francorchamps | 250 cc                   | Walter Villa (Harley-Davidson)                  | Paolo Pileri (Morbidelli)                         | Takazumi Katayama (Yamaha)                      | Walter Villa (Harley-Davidson)                     | Walter Villa (Harley-Davidson)                            |
| 49     | 1976 | Spa-Francorchamps | 500 cc                   | John Williams (Suzuki)                          | Barry Sheene (Suzuki)                             | Marcel Ankoné (Suzuki)                          | Barry Sheene (Suzuki)                              | John Williams (Suzuki)                                    |
| 49     | 1976 | Spa-Francorchamps | Zijspanklasse            | Rolf Steinhausen/ Josef Huber (Busch-König)     | Werner Schwärzel/ Andreas Huber (König)           | Helmut Schilling/ Rainer Gundel (ARO-Fath)      | Siegfried Schauzu/ Wolfgang Kalauch (ARO-Fath)     | Helmut Schilling/ Rainer Gundel (ARO-Fath)                |
|        |      |                   |                          |                                                 |                                                   |                                                 |                                                    |                                                           |
| 50     | 1977 | Spa-Francorchamps | 50 cc                    | Eugenio Lazzarini (Kreidler)                    | Herbert Rittberger (Kreidler)                     | Ángel Nieto (Bultaco)                           | Ángel Nieto (Bultaco)                              | Eugenio Lazzarini (Kreidler)                              |
| 50     | 1977 | Spa-Francorchamps | 125 cc                   | Pier Paolo Bianchi (Morbidelli)                 | Ángel Nieto (Bultaco)                             | Toni Mang (Morbidelli)                          | Pier Paolo Bianchi (Morbidelli)                    | Ángel Nieto (Bultaco)                                     |
| 50     | 1977 | Spa-Francorchamps | 250 cc                   | Walter Villa (Bimota-Harley-Davidson)           | Takazumi Katayama (Yamaha)                        | Mario Lega (Morbidelli)                         | Walter Villa (Bimota-Harley-Davidson)              | Walter Villa (Bimota-Harley-Davidson)                     |
| 50     | 1977 | Spa-Francorchamps | 500 cc                   | Barry Sheene (Suzuki)                           | Steve Baker (Suzuki)                              | Pat Hennen (Yamaha)                             | Philippe Coulon (Suzuki)                           | Barry Sheene (Suzuki)                                     |
| 50     | 1977 | Spa-Francorchamps | Zijspanklasse            | Werner Schwärzel/ Andreas Huber (ARO-Fath)      | Rolf Steinhausen/ Wolfgang Kalauch (Busch-Yamaha) | George O'Dell/ Cliff Holland (Seymaz-Yamaha)    | Werner Schwärzel/ Andreas Huber (ARO-Fath)         | Rolf Steinhausen/ Wolfgang Kalauch (Busch-Yamaha)         |
|        |      |                   |                          |                                                 |                                                   |                                                 |                                                    |                                                           |
| 51     | 1978 | Spa-Francorchamps | 50 cc                    | Ricardo Tormo (Bultaco)                         | Eugenio Lazzarini (Kreidler)                      | Stefan Dörflinger (Kreidler)                    | Ricardo Tormo (Bultaco)                            | Ricardo Tormo (Bultaco)                                   |
| 51     | 1978 | Spa-Francorchamps | 125 cc                   | Pier Paolo Bianchi (Minarelli)                  | Ángel Nieto (Minarelli)                           | Maurizio Massimiani (Morbidelli)                | Ángel Nieto (Minarelli)                            | Pier Paolo Bianchi (Minarelli) en Ángel Nieto (Minarelli) |
| 51     | 1978 | Spa-Francorchamps | 250 cc                   | Paolo Pileri (Morbidelli)                       | Franco Uncini (Yamaha)                            | Walter Villa (Harley-Davidson)                  | Kork Ballington (Kawasaki)                         | Walter Villa (Harley-Davidson)                            |
| 51     | 1978 | Spa-Francorchamps | 500 cc                   | Wil Hartog (Suzuki)                             | Kenny Roberts (Yamaha)                            | Barry Sheene (Suzuki)                           | Johnny Cecotto (Yamaha)                            | Michel Rougerie (Suzuki)                                  |
| 51     | 1978 | Spa-Francorchamps | Zijspanklasse            | Bruno Holzer/ Karl Meierhans (LCR-Yamaha)       | Alain Michel/ Stuart Collins (Seymaz-Yamaha)      | Rolf Biland/ Kenneth Williams (TTM-Yamaha)      | Rolf Steinhausen/ Wolfgang Kalauch (Seymaz-Yamaha) | Alain Michel/ Stuart Collins (Seymaz-Yamaha)              |
|        |      |                   |                          |                                                 |                                                   |                                                 |                                                    |                                                           |
| 52     | 1979 | Spa-Francorchamps | 50 cc                    | Henk van Kessel (Sparta)                        | Theo Timmer (Bultaco)                             | Rudolf Kunz (Kreidler)                          | Eugenio Lazzarini (Kreidler)                       | Stefan Dörflinger (Kreidler)                              |
| 52     | 1979 | Spa-Francorchamps | 125 cc                   | Barry Smith (Morbidelli)                        | Marcelino García (Morbidelli)                     | Martin van Soest (Morbidelli)                   | Ángel Nieto (Minarelli)                            | Jean-François Lecureux (Morbidelli)                       |
| 52     | 1979 | Spa-Francorchamps | 250 cc                   | Eduard Stöllinger (Kawasaki)                    | Chas Mortimer (Yamaha)                            | Murray Sayle (Yamaha)                           | Chas Mortimer (Yamaha)                             | Eduard Stöllinger (Kawasaki)                              |
| 52     | 1979 | Spa-Francorchamps | 500 cc                   | Dennis Ireland (Suzuki)                         | Kenny Blake (Yamaha)                              | Gary Lingham (Suzuki)                           | Johnny Cecotto (Yamaha)                            | Kenny Blake (Yamaha)                                      |
| 52     | 1979 | Spa-Francorchamps | Zijspanklasse (Cat. B2A) | Rolf Steinhausen/ Kenny Arthur (KSA-Yamaha)     | Rolf Biland/ Kurt Waltisperg (Schmid-Yamaha)      | Dick Greasley/ John Parkins (Yamaha)            | Rolf Biland/ Kurt Waltisperg (Schmid-Yamaha)       | Rolf Steinhausen/ Kenny Arthur (KSA-Yamaha)               |
|        |      |                   |                          |                                                 |                                                   |                                                 |                                                    |                                                           |
| 53     | 1980 | Zolder            | 50 cc                    | Stefan Dörflinger (Zündapp)                     | Eugenio Lazzarini (Kreidler)                      | Hans-Jürgen Hummel (Kreidler)                   | Ricardo Tormo (Kreidler)                           | Stefan Dörflinger (Zündapp)                               |
| 53     | 1980 | Zolder            | 125 cc                   | Ángel Nieto (Minarelli)                         | Guy Bertin (Motobécane)                           | Loris Reggiani (Minarelli)                      | Hans Müller (MBA)                                  | Guy Bertin (Motobécane)                                   |
| 53     | 1980 | Zolder            | 250 cc                   | Toni Mang (Krauser)                             | Gianpaolo Marchetti (Yamaha)                      | Patrick Fernandez (Yamaha)                      | Toni Mang (Krauser)                                | Toni Mang (Krauser)                                       |
| 53     | 1980 | Zolder            | 500 cc                   | Randy Mamola (Suzuki)                           | Marco Lucchinelli (Suzuki)                        | Kenny Roberts (Yamaha)                          | Randy Mamola (Suzuki)                              | Marco Lucchinelli (Suzuki)                                |
| 53     | 1980 | Zolder            | Zijspanklasse            | Jock Taylor/ Benga Johansson (Windle-Yamaha)    | Alain Michel/ Michael Burkhard (Seymaz-Yamaha)    | Rolf Biland/ Kurt Waltisperg (Schmid-Yamaha)    | Cees Smit/ de Groot (Yamaha)                       | Jock Taylor/ Benga Johansson (Windle-Yamaha)              |
|        |      |                   |                          |                                                 |                                                   |                                                 |                                                    |                                                           |
| 54     | 1981 | Spa-Francorchamps | 50 cc                    | Ricardo Tormo (Bultaco)                         | Henk van Kessel (Kreidler)                        | Theo Timmer (Bultaco)                           | Ricardo Tormo (Bultaco)                            | Ricardo Tormo (Bultaco)                                   |
| 54     | 1981 | Spa-Francorchamps | 250 cc                   | Toni Mang (Kawasaki)                            | Carlos Lavado (Yamaha)                            | Jean-François Baldé (Kawasaki)                  | Toni Mang (Kawasaki)                               | Toni Mang (Kawasaki)                                      |
| 54     | 1981 | Spa-Francorchamps | 500 cc                   | Marco Lucchinelli (Suzuki)                      | Kenny Roberts (Yamaha)                            | Randy Mamola (Suzuki)                           | Marco Lucchinelli (Suzuki)                         | Marco Lucchinelli (Suzuki)                                |
| 54     | 1981 | Spa-Francorchamps | Zijspanklasse            | Rolf Biland/ Kurt Waltisperg (LCR-Yamaha)       | Jock Taylor/ Benga Johansson (Fowler-Yamaha)      | Alain Michel/ Michael Burkhard (Seymaz-Yamaha)  | Rolf Biland/ Kurt Waltisperg (LCR-Yamaha)          | Alain Michel/ Michael Burkhard (Seymaz-Yamaha)            |
|        |      |                   |                          |                                                 |                                                   |                                                 |                                                    |                                                           |
| 55     | 1982 | Spa-Francorchamps | 125 cc                   | Ricardo Tormo (Sanvenero)                       | Eugenio Lazzarini (Garelli)                       | Pier Paolo Bianchi (Sanvenero)                  | Ricardo Tormo (Sanvenero)                          | Eugenio Lazzarini (Garelli)                               |
| 55     | 1982 | Spa-Francorchamps | 250 cc                   | Toni Mang (Kawasaki)                            | Graeme McGregor (Waddon-Rotax)                    | Didier de Radiguès (Chevallier-Yamaha)          | Toni Mang (Kawasaki)                               | Toni Mang (Kawasaki)                                      |
| 55     | 1982 | Spa-Francorchamps | 500 cc                   | Freddie Spencer (Honda)                         | Barry Sheene (Yamaha)                             | Franco Uncini (Suzuki)                          | Jack Middelburg (Suzuki)                           | Freddie Spencer (Honda)                                   |
| 55     | 1982 | Spa-Francorchamps | Zijspanklasse            | Rolf Biland/ Kurt Waltisperg (LCR-Yamaha)       | Egbert Streuer/ Bernard Schnieders (LCR-Yamaha)   | Jock Taylor/ Benga Johansson (Windle-Yamaha)    | Rolf Biland/ Kurt Waltisperg (LCR-Yamaha)          | Rolf Biland/ Kurt Waltisperg (LCR-Yamaha)                 |
|        |      |                   |                          |                                                 |                                                   |                                                 |                                                    |                                                           |
| 56     | 1983 | Spa-Francorchamps | 125 cc                   | Eugenio Lazzarini (Garelli)                     | Ángel Nieto (Garelli)                             | Ricardo Tormo (MBA)                             | Pier Paolo Bianchi (Sanvenero)                     | Eugenio Lazzarini (Garelli)                               |
| 56     | 1983 | Spa-Francorchamps | 250 cc                   | Didier de Radiguès (Chevallier-Yamaha)          | Christian Sarron (Yamaha)                         | Carlos Lavado (Yamaha)                          | Didier de Radiguès (Chevallier-Yamaha)             | Christian Sarron (Yamaha)                                 |
| 56     | 1983 | Spa-Francorchamps | 500 cc                   | Kenny Roberts (Yamaha)                          | Freddie Spencer (Honda)                           | Randy Mamola (Suzuki)                           | Freddie Spencer (Honda)                            | Kenny Roberts (Yamaha)                                    |
| 56     | 1983 | Spa-Francorchamps | Zijspanklasse            | Rolf Biland/ Kurt Waltisperg (LCR-Yamaha)       | Egbert Streuer/ Bernard Schnieders (LCR-Yamaha)   | Alain Michel/ Claude Monchaud (LCR-Yamaha)      | Rolf Biland/ Kurt Waltisperg (LCR-Yamaha)          | Rolf Biland/ Kurt Waltisperg (LCR-Yamaha)                 |
|        |      |                   |                          |                                                 |                                                   |                                                 |                                                    |                                                           |
| 57     | 1984 | Spa-Francorchamps | 80 cm³                   | Stefan Dörflinger (Zündapp)                     | Jorge Martínez (Derbi)                            | Hans Spaan (HuVo-Casal)                         | Stefan Dörflinger (Zündapp)                        | Stefan Dörflinger (Zündapp)                               |
| 57     | 1984 | Spa-Francorchamps | 250 cc                   | Manfred Herweh (Real-Rotax)                     | Sito Pons (Cobas-Rotax)                           | Christian Sarron (Yamaha)                       | Manfred Herweh (Real-Rotax)                        | Manfred Herweh (Real-Rotax)                               |
| 57     | 1984 | Spa-Francorchamps | 500 cc                   | Freddie Spencer (Honda)                         | Randy Mamola (Honda)                              | Raymond Roche (Honda)                           | Freddie Spencer (Honda)                            | Freddie Spencer (Honda)                                   |
| 57     | 1984 | Spa-Francorchamps | Zijspanklasse            | Alain Michel/ Jean-Marc Fresc (LCR-Yamaha)      | Werner Schwärzel/ Andreas Huber (LCR-Yamaha)      | Steve Abbott/ Shaun Smith (Windle-Yamaha)       | Rolf Biland/ Kurt Waltisperg (LCR-Yamaha)          | Rolf Biland/ Kurt Waltisperg (LCR-Yamaha)                 |
|        |      |                   |                          |                                                 |                                                   |                                                 |                                                    |                                                           |
| 58     | 1985 | Spa-Francorchamps | 125 cc                   | Fausto Gresini (Garelli)                        | Bruno Kneubühler (LCR-MBA)                        | Lucio Pietroniro (MBA)                          | Fausto Gresini (Garelli)                           | August Auinger (MBA)                                      |
| 58     | 1985 | Spa-Francorchamps | 250 cc                   | Freddie Spencer (Honda)                         | Carlos Lavado (Yamaha)                            | Toni Mang (Honda)                               | Freddie Spencer (Honda)                            | Freddie Spencer (Honda)                                   |
| 58     | 1985 | Spa-Francorchamps | 500 cc                   | Freddie Spencer (Honda)                         | Eddie Lawson (Yamaha)                             | Christian Sarron (Yamaha)                       | Freddie Spencer (Honda)                            | Eddie Lawson (Yamaha)                                     |
| 58     | 1985 | Spa-Francorchamps | Zijspanklasse            | Egbert Streuer/ Bernard Schnieders (LCR-Yamaha) | Rolf Biland/ Kurt Waltisperg (LCR-Krauser)        | Werner Schwärzel/ Fritz Buck (LCR-Yamaha)       | Egbert Streuer/ Bernard Schnieders (LCR-Yamaha)    | Egbert Streuer/ Bernard Schnieders (LCR-Yamaha)           |
|        |      |                   |                          |                                                 |                                                   |                                                 |                                                    |                                                           |
| 59     | 1986 | Spa-Francorchamps | 125 cc                   | Domenico Brigaglia (Ducados-MBA)                | Lucio Pietroniro (MBA)                            | Willy Pérez (MBA)                               | Luca Cadalora (Garelli)                            | Domenico Brigaglia (Ducados-MBA)                          |
| 59     | 1986 | Spa-Francorchamps | 250 cc                   | Sito Pons (Honda)                               | Donnie McLeod (Armstrong-Rotax)                   | Jacques Cornu (Honda)                           | Carlos Lavado (Yamaha)                             | Dominique Sarron (Honda)                                  |
| 59     | 1986 | Spa-Francorchamps | 500 cc                   | Randy Mamola (Yamaha)                           | Eddie Lawson (Yamaha)                             | Christian Sarron (Yamaha)                       | Eddie Lawson (Yamaha)                              | Randy Mamola (Yamaha)                                     |
| 59     | 1986 | Spa-Francorchamps | Zijspanklasse            | Steve Webster/ Tony Hewitt (LCR-Yamaha)         | Alain Michel/ Jean-Marc Fresc (LCR-Yamaha)        | Rolf Steinhausen/ Bruno Hiller (Busch-Yamaha)   | Rolf Biland/ Kurt Waltisperg (LCR-Krauser)         | Rolf Steinhausen/ Bruno Hiller (Busch-Yamaha)             |
|        |      |                   |                          |                                                 |                                                   |                                                 |                                                    |                                                           |
|        | 1987 | Spa-Francorchamps | Circuit afgekeurd        | Circuit afgekeurd                               | Circuit afgekeurd                                 | Circuit afgekeurd                               | Circuit afgekeurd                                  | Circuit afgekeurd                                         |
|        |      |                   |                          |                                                 |                                                   |                                                 |                                                    |                                                           |
| 60     | 1988 | Spa-Francorchamps | 125 cc                   | Jorge Martínez (Derbi)                          | Ezio Gianola (Honda)                              | Julián Miralles (Honda)                         | Jorge Martínez (Derbi)                             | Gastone Grassetti (Honda)                                 |
| 60     | 1988 | Spa-Francorchamps | 250 cc                   | Sito Pons (Honda)                               | Jacques Cornu (Honda)                             | Toni Mang (Honda)                               | Jacques Cornu (Honda)                              | Toni Mang (Honda)                                         |
| 60     | 1988 | Spa-Francorchamps | 500 cc                   | Wayne Gardner (Honda)                           | Eddie Lawson (Yamaha)                             | Randy Mamola (Cagiva)                           | Christian Sarron (Yamaha)                          | Christian Sarron (Yamaha)                                 |
| 60     | 1988 | Spa-Francorchamps | Zijspanklasse            | Rolf Biland/ Kurt Waltisperg (LCR-Krauser)      | Steve Webster/ Tony Hewitt (LCR-Krauser)          | Derek Jones/ Brown (LCR-Yamaha)                 | Rolf Biland/ Kurt Waltisperg (LCR-Krauser)         | Rolf Biland/ Kurt Waltisperg (LCR-Krauser)                |
|        |      |                   |                          |                                                 |                                                   |                                                 |                                                    |                                                           |
| 61     | 1989 | Spa-Francorchamps | 125 cc                   | Hans Spaan (Honda)                              | Ezio Gianola (Honda)                              | Hisashi Unemoto (Honda)                         | Ezio Gianola (Honda)                               | Hans Spaan (Honda)                                        |
| 61     | 1989 | Spa-Francorchamps | 250 cc                   | Jacques Cornu (Honda)                           | Sito Pons (Honda)                                 | Carlos Cardús (Honda)                           | Didier de Radiguès (Aprilia)                       | Sito Pons (Honda)                                         |
| 61     | 1989 | Spa-Francorchamps | 500 cc                   | Eddie Lawson (Honda)                            | Kevin Schwantz (Suzuki)                           | Wayne Rainey (Yamaha)                           | Kevin Schwantz (Suzuki)                            | Kevin Schwantz (Suzuki)                                   |
| 61     | 1989 | Spa-Francorchamps | Zijspanklasse            | Egbert Streuer/ Geral de Haas (LCR-Yamaha)      | Steve Webster/ Tony Hewitt (LCR-Krauser)          | Rolf Biland/ Kurt Waltisperg (LCR-Krauser)      | Steve Webster/ Tony Hewitt (LCR-Krauser)           | Egbert Streuer/ Geral de Haas (LCR-Yamaha)                |
|        |      |                   |                          |                                                 |                                                   |                                                 |                                                    |                                                           |
| 62     | 1990 | Spa-Francorchamps | 125 cc                   | Hans Spaan (Honda)                              | Loris Capirossi (Honda)                           | Bruno Casanova (Honda)                          | Jorge Martínez (JJ Cobas-Rotax)                    | Hans Spaan (Honda)                                        |
| 62     | 1990 | Spa-Francorchamps | 250 cc                   | John Kocinski (Yamaha)                          | Didier de Radiguès (Aprilia)                      | Carlos Cardús (Honda)                           | John Kocinski (Yamaha)                             | John Kocinski (Yamaha)                                    |
| 62     | 1990 | Spa-Francorchamps | 500 cc                   | Wayne Rainey (Yamaha)                           | Jean-Philippe Ruggia (Yamaha)                     | Eddie Lawson (Yamaha)                           | Kevin Schwantz (Suzuki)                            | Wayne Rainey (Yamaha)                                     |
| 62     | 1990 | Spa-Francorchamps | Zijspanklasse            | Egbert Streuer/ Geral de Haas (LCR-Yamaha)      | Alain Michel/ Simon Birchall (LCR-Krauser)        | Yoshisada Kumagaya/ Bryan Houghton (Windle-JPX) | Steve Webster/ Gavin Simmons (LCR-Krauser)         | Egbert Streuer/ Geral de Haas (LCR-Yamaha)                |

### Lijst van verongelukte coureurs
| Coureur            | Overlijdensdatum | Klasse        |
| ------------------ | ---------------- | ------------- |
| Robert Jecker      | 15 juli 1932     | onbekend      |
| Bruno Quaglieni    | 15 juli 1932     | onbekend      |
| Robert Grégoire    | 21 juli 1933     | 500 cc        |
| Arie van der Pluym | 15 juli 1934     | 500 cc        |
| Marcel Preud’Homme | 26 juli 1936     | 500 cc        |
| David Whitworth    | 3 juli 1950      | 350 cc        |
| Ernie Ring         | 5 juli 1953      | 500 cc        |
| Gordon Laing       | 4 juli 1954      | 350 cc        |
| Johann Attenberger | 7 juli 1968      | Zijspanklasse |
| Josef Schillinger  | 7 juli 1968      | Zijspanklasse |
| Christian Ravel    | 4 juli 1971      | 500 cc        |
| Kevin Wrettom      | 12 juli 1984     | 500 cc        |

1921 · 1922 · 1923 · 1924 · 1925 · 1926 · 1927 · 1928 · 1929 · 1930 · 1931 · 1932 · 1933 · 1934 · 1935 · 1936 · 1937 · 1938 · 1939 · 1947 · 1948 · 1949 · 1950 · 1951 · 1952 · 1953 · 1954 · 1955 · 1956 · 1957 · 1958 · 1959 · 1960 · 1961 · 1962 · 1963 · 1964 · 1965 · 1966 · 1967 · 1968 · 1969 · 1970 · 1971 · 1972 · 1973 · 1974 · 1975 · 1976 · 1977 · 1978 · 1979 · 1980 · 1981 · 1982 · 1983 · 1984 · 1985 · 1986 · 1988 · 1989 · 1990